# Tôi là... người chiến thắng (mùa 2)
Mùa thứ hai của chương trình Tôi là người chiến thắng được phát sóng từ ngày 12 tháng 7 đến ngày 28 tháng 9 năm 2014 trên kênh HTV7. Tám tập vòng bảng được truyền hình trực tiếp vào lúc 21:00 mỗi thứ 7 hàng tuần, sau đó bốn tập cuối cùng được truyền hình trực tiếp vào lúc 21:00 mỗi chủ nhật hàng tuần. Nghệ sĩ Hoài Linh là người dẫn chương trình của mùa này.

## Thể lệ cuộc thi
56 thí sinh được chia thành tám bảng. Ở mỗi bảng, bảy thí sinh lần lượt biểu diễn, các giám khảo nhấn nút bình chọn thí sinh mà mình muốn giữ ở lại. Ba thí sinh có số bình chọn thấp nhất phải rời cuộc chơi, bốn thí sinh còn lại được chia thành hai cặp đối đầu. Ở từng trận đối đầu, hai thí sinh lần lượt trình diễn một ca khúc khác, thí sinh có điểm bình chọn cao hơn ở vòng thi trước sẽ được ưu tiên biểu diễn sau. Trước khi công bố số lượt bình chọn, hai thí sinh có cơ hội thương lượng với MC để một người nhận tiền và rời cuộc chơi bất chấp kết quả, người còn lại sẽ đi tiếp. Nếu thí sinh không chấp nhận thương lượng nhưng nhận được số bình chọn thấp hơn đối thủ khi công bố kết quả, thí sinh đó phải ra về tay trắng. Hai thí sinh cuối cùng, hoặc nhận được bình chọn cao nhất và không chấp nhận thương lượng, hoặc đã thương lượng và được nhường quyền đi tiếp, sẽ vào vòng tứ kết.
Từ vòng tứ kết, các thí sinh được chia thành các cặp thi đấu với nhau theo hình thức đối đầu như các tập vòng bảng, tiền thương lượng tăng dần qua các vòng. Vòng tứ kết, mười sáu thí sinh được chia thành tám cặp thi đấu trong hai đêm thi để chọn ra tám thí sinh vào vòng bán kết. Tám thí sinh vòng bán kết tiếp tục được chia thành bốn cặp thi đấu để chọn ra bốn thí sinh vào chung kết. Ở trận chung kết 1, bốn thí sinh được tiếp tục chia thành 2 cặp để thi đấu để chọn ra 2 giọng ca xuất sắc nhất vào trận chung kết 2.
Ở trận chung kết 2, mỗi thí sinh sẽ trình diễn một liên khúc và điểm của mỗi thí sinh đạt được sẽ được tính bằng số bình chọn bởi 101 giám khảo cộng với số lượng tin nhắn của khán giả (tính theo phần trăm, tổng cộng có 100 điểm của khán giả tương ứng với 100%). Người chiến thắng chung cuộc sẽ nhận được phần thưởng là 300 triệu đồng và một hợp đồng thu âm đĩa đơn với Universal Music Group.
Tiền thương lượng đối đầu
- Vòng bảng: 10 triệu đồng/trận
- Tứ kết 1 và 2: 20 triệu đồng/trận
- Bán kết: 30 triệu đồng/trận
- Chung kết 1: 40 triệu đồng/trận
- Chung kết 2: 60 triệu đồng

## Giám khảo chính
- Tập 1: Chuyên gia trang điểm và stylist Nam Trung
- Tập 2: Ca nhạc sĩ Thanh Bùi
- Tập 3: MC Trấn Thành
- Tập 4: Biên đạo múa John Huy Trần
- Tập 5: Nghệ sĩ Việt Hương
- Tập 6: Ca sĩ Noo Phước Thịnh[4]
- Tập 7: Ca sĩ Uyên Linh
- Tập 8: Nhạc sĩ Đức Huy
- Tập 9: Nghệ sĩ Tấn Beo
- Tập 10: Nghệ sĩ Thanh Bạch
- Tập 11: Nhạc sĩ Đức Huy
- Tập 12: Ca nhạc sĩ Thanh Bùi

## Vòng bảng
Chú giải về màu sắc (áp dụng cho 8 tập vòng bảng)
     – Thí sinh vào vòng tứ kết
     – Thí sinh vào vòng đối đầu
     – Thí sinh bị loại sau vòng loại hoặc thí sinh bị loại khi không thương lượng
     – Thí sinh chấp nhận thương lượng và bị loại bất chấp kết quả bình chọn
     – Thí sinh không thương lượng nhưng vẫn bị loại vì ít bình chọn

### Tập 1: Bảng Người nổi tiếng 1
Thời gian: 12 tháng 7 năm 2014
| TT        | Thí sinh                | Bài hát (tác giả)                                   | Bình chọn |
| Vòng loại | Vòng loại               | Vòng loại                                           | Vòng loại |
| --------- | ----------------------- | --------------------------------------------------- | --------- |
| 1         | Trương Thế Vinh         | "Chỉ Một Lần Mà Thôi" (Vũ Quốc Bình)                | 88        |
| 2         | Lã Thiên Cầm            | "Yêu Dấu Theo Gió Bay" (Nguyễn Hoàng Duy)           | 62/54*    |
| 3         | Gia Bảo                 | "Vùng Trời Bình Yên" (Hữu Tâm)                      | 75        |
| 4         | Nguyễn Ninh Thiên Trang | "Let It Go" (Kristen Anderson-Lopez – Robert Lopez) | 59        |
| 5         | Phạm Văn Mách           | "Em Sẽ Là Giấc Mơ" (Lưu Thiên Hương)                | 62/55*    |
| 6         | Kyo York                | "Quê Nhà" (Trần Tiến)                               | 92        |
| 7         | Nguyễn Lan Phương       | "Polytheen Queen" (Miss Li)                         | 42        |
| Đối đầu   |                         |                                                     |           |
| 1         | Phạm Văn Mách           | "Right Here Waiting" (Richard Marx)                 | 11        |
| 1         | Trương Thế Vinh         | "Cry Me A River" (Justin Timberlake)                | 90        |
| 2         | Gia Bảo                 | "Mình Ơi" (Minh Vy)                                 | 22        |
| 2         | Kyo York                | "Hà Nội Linh Thiêng Hào Hoa" (Lê Mây)               | 79        |

* Lã Thiên Cầm và Phạm Văn Mách cùng được 62 phiếu bình chọn, 101 giám khảo phải bình chọn lần hai để tìm chiếc vé thứ tư vào vòng đối đầu, kết quả là Phạm Văn Mách đi tiếp với cách biệt hơn 1 phiếu đối với Lã Thiên Cầm.
Trình diễn đặc biệt sau vòng loại
"Em Không Cần Anh"
Sáng tác: Châu Đăng Khoa
Biểu diễn: Hồ Ngọc Hà và vũ đoàn Hoàng Thông

### Tập 2: Bảng Ca sĩ chuyên nghiệp 1
Thời gian: 19 tháng 7 năm 2014
| TT        | Thí sinh                 | Bài hát (tác giả)                              | Bình chọn |
| Vòng loại | Vòng loại                | Vòng loại                                      | Vòng loại |
| --------- | ------------------------ | ---------------------------------------------- | --------- |
| 1         | Nguyễn Ngọc Phương Trinh | "Vết Mưa" (Vũ Cát Tường)                       | 90        |
| 2         | Hoàng Nhật Minh          | "Tìm Lại Bầu Trời" (Khắc Việt)                 | 75        |
| 3         | Vũ Hà Anh                | "Volare" (Franco Migliacci – Domenico Modugno) | 61        |
| 4         | Nguyễn Xuân Lân          | "Impossible" (James Arthur)                    | 59        |
| 5         | Lương Bằng Quang         | "Chính Em" (Lương Bằng Quang)                  | 63        |
| 6         | Nguyễn Thị Ngân Hà       | "Believe" (Cher)                               | 76        |
| 7         | Lê Thị Mỹ Như            | "Yêu Mình Anh" (DADA)                          | 74        |
| Đối đầu   |                          |                                                |           |
| 1         | Lê Thị Mỹ Như            | "Anh" (Xuân Phương)                            | 31        |
| 1         | Hoàng Nhật Minh          | "Phút Cuối" (Lan Phương)                       | 70        |
| 2         | Nguyễn Thị Ngân Hà       | "Sai" (Mỹ Tâm)                                 | 36        |
| 2         | Nguyễn Ngọc Phương Trinh | "Listen" (Beyoncé)                             | 65        |

Trình diễn đặc biệt sau vòng loại
"Where Do We Go"
Sáng tác: Dương Khắc Linh – Thanh Bùi
Biểu diễn: Thanh Bùi

### Tập 3: Bảng Ca sĩ mới 1
Thời gian: 26 tháng 7 năm 2014
| TT        | Thí sinh           | Bài hát (tác giả)                                            | Bình chọn |
| Vòng loại | Vòng loại          | Vòng loại                                                    | Vòng loại |
| --------- | ------------------ | ------------------------------------------------------------ | --------- |
| 1         | Đào Thị Phương Ly  | "Bang Bang Boom Boom" (Nhạc: Beth Hart – Lời Việt: Quốc Bảo) | 45        |
| 2         | Lý Minh Trí        | "Bóng Mưa" (Hồ Hoài Anh)                                     | 85        |
| 3         | Điểu Bích Thủy     | "Tìm Lại" (Microwave)                                        | 74        |
| 4         | Jean Paul Blada    | "Nhìn Lại" (Thành Thịnh)                                     | 92        |
| 5         | Phù Vạn Nam Hương  | "Dấu Mưa" (Phạm Toàn Thắng)                                  | 87        |
| 6         | Hoàng Xuân Hương   | "Wrecking Ball" (Miley Cyrus)                                | 69        |
| 7         | Nguyễn Hoàng Nghĩa | "The Winner Takes It All" (ABBA)                             | 64        |
| Đối đầu   |                    |                                                              |           |
| 1         | Điểu Bích Thủy     | "Bay" (Nguyễn Hải Phong)                                     | 14        |
| 1         | Phù Vạn Nam Hương  | "Try" (P!nk)                                                 | 87        |
| 2         | Lý Minh Trí        | "Girl on Fire" (Alicia Keys)                                 | 28        |
| 2         | Jean Paul Blada    | "Góc Tối" (Nguyễn Hải Phong)                                 | 73        |

Trình diễn đặc biệt sau vòng loại
"On And On"
Sáng tác: Hoàng Anh
Biểu diễn: Phương Vy và vũ đoàn UDG

### Tập 4: Bảng Trung niên
Thời gian: 2 tháng 8 năm 2014
| TT        | Thí sinh           | Bài hát (tác giả)                                 | Bình chọn |
| Vòng loại | Vòng loại          | Vòng loại                                         | Vòng loại |
| --------- | ------------------ | ------------------------------------------------- | --------- |
| 1         | Nguyễn Thái Trân   | "Cô Gái Đến Từ Hôm Qua" (Trần Lê Quỳnh)           | 93        |
| 2         | Hồ Đắc Anh Thy     | "Histoire D'Un Amour" (Dalida)                    | 54        |
| 3         | Thạch Phong        | "Mustang Sally" (Wilson Pickett)                  | 83        |
| 4         | Nguyễn Thị Bích Lệ | "Đưa Em Tìm Động Hoa Vàng" (Phạm Duy)             | 89        |
| 5         | Thái Hoàng Ngọc    | "Sorry Seems to Be the Hardest Word" (Elton John) | 59        |
| 6         | Trần Lê Mai Trâm   | "Giận Anh" (Đức Trí)                              | 62        |
| 7         | Nguyễn Thanh Vân   | "Bánh Xe Lãng Tử" (Trọng Khương)                  | 86        |
| Đối đầu   |                    |                                                   |           |
| 1         | Thạch Phong        | "I Need to Know" (Marc Anthony)                   | 37        |
| 1         | Nguyễn Thị Bích Lệ | "Nửa Hồn Thương Đau" (Phạm Đình Chương)           | 64        |
| 2         | Nguyễn Thanh Vân   | "Anh Còn Nợ Em" (Anh Bằng)                        | 17        |
| 2         | Nguyễn Thái Trân   | "Sắc Màu" (Trần Tiến)                             | 84        |

Trình diễn đặc biệt sau vòng loại
"Mắt Biếc"
Sáng tác: Ngô Thụy Miên
Biểu diễn: Nguyễn Quốc Huy Luân (Á quân mùa 1)
"Out Of Control"
Sáng tác: Dương Khắc Linh
Biểu diễn: Tia Hải Châu (Quán quân mùa 1)

### Tập 5: Bảng Người nổi tiếng 2
Thời gian: 9 tháng 8 năm 2014
| TT        | Thí sinh        | Bài hát (tác giả)                                                           | Bình chọn |
| Vòng loại | Vòng loại       | Vòng loại                                                                   | Vòng loại |
| --------- | --------------- | --------------------------------------------------------------------------- | --------- |
| 1         | Nguyễn Minh Anh | "Bức Thư Tình Đầu Tiên" (Đỗ Bảo)                                            | 58/60*    |
| 2         | Vũ Ngọc Ánh     | "Đồng Xanh" (Nhạc: Dương Khắc Linh – Lời: Hoàng Huy Long)                   | 31        |
| 3         | Trường Giang    | "Dấu Tình Sầu" (Ngô Thụy Miên)                                              | 67        |
| 4         | Tiết Cương      | "Say Tình" (Nhạc: Toto Cutugno – Lời Việt: Quốc Tuấn) (Bài gốc: L'Italiano) | 81        |
| 5         | Hồng Kim Hạnh   | "Mình Yêu Nhau Đi" (Tiên Cookie)                                            | 58/41*    |
| 6         | Hà Lê           | "I'm Yours" (Jason Mraz)                                                    | 83        |
| 7         | Cao Mỹ Kim      | "Tình Yêu Mãnh Liệt" (Nhạc Nước Ngoài)                                      | 52        |
| Đối đầu   |                 |                                                                             |           |
| 1         | Nguyễn Minh Anh | "Yêu Trong Đợi chờ" (Hoàng Nhã)                                             | 78        |
| 1         | Tiết Cương      | "Nơi Tình Yêu Bắt Đầu" (Tiến Minh)                                          | 23        |
| 2         | Trường Giang    | "Tìm Lại Giấc Mơ" (Nguyễn Hồng Thuận)                                       | 17        |
| 2         | Hà Lê           | "Để Em Rời Xa" (Hoàng Tôn – FB Boiz)                                        | 84        |

* Nguyễn Minh Anh và Hồng Kim Hạnh cùng được 58 phiếu bình chọn, 101 giám khảo phải bình chọn lần hai để tìm chiếc vé thứ tư vào vòng đối đầu, kết quả là Nguyễn Minh Anh đi tiếp với cách biệt hơn 19 phiếu đối với Hồng Kim Hạnh.
Trình diễn đặc biệt sau vòng loại
Liên khúc "Mưa hồng" – "Vết Mưa"
Sáng tác: Trịnh Công Sơn – Vũ Cát Tường
Biểu diễn: Trấn Thành và guitarist Hoàng Minh

### Tập 6: Bảng Học sinh – Sinh viên
Thời gian: 16 tháng 8 năm 2014
| TT        | Thí sinh           | Bài hát (tác giả)                         | Bình chọn |
| Vòng loại | Vòng loại          | Vòng loại                                 | Vòng loại |
| --------- | ------------------ | ----------------------------------------- | --------- |
| 1         | Hồ Ngọc Lan Anh    | "Safe & Sound" (Taylor Swift)             | 88        |
| 2         | Lê Trung Thành     | "Forever Alone" (Justatee)                | 69        |
| 3         | Trần Trà My        | "Đám Cưới Chuột" (Gạt Tàn Đầy)            | 39        |
| 4         | Phạm Phú Gia Cát   | "Con Đường Màu Xanh" (Trịnh Nam Sơn)      | 51        |
| 5         | Đoàn Ngọc Kim Linh | "Grenade" (Bruno Mars)                    | 88        |
| 6         | Lê Thái Sơn        | "Về Nghe Gió Kể" (Hoàng Anh Minh)         | 95        |
| 7         | Lâm Nhật Hoài Ân   | "Mamma Knows Best" (Jessie J)             | 49        |
| Đối đầu   |                    |                                           |           |
| 1         | Lê Trung Thành     | "Lonely" (2NE1) (phiên bản lời tiếng Anh) | 11        |
| 1         | Hồ Ngọc Lan Anh    | "Cô Gái Vót Chông" (Hoàng Hiệp)           | 90        |
| 2         | Đoàn Ngọc Kim Linh | "Thu Cuối" (Yanbi)                        | 18        |
| 2         | Lê Thái Sơn        | "Chơi Vơi Tôi Ru Tôi" (Hồ Hoài Anh)       | 83        |

Trình diễn đặc biệt sau vòng loại
"Việt Nam Ơi"
Sáng tác: Minh Beta
Biểu diễn: Noo Phước Thịnh và vũ đoàn Bước Nhảy

### Tập 7: Bảng Ca sĩ mới 2
Thời gian: 23 tháng 8 năm 2014
| TT        | Thí sinh               | Bài hát (tác giả)                    | Bình chọn |
| Vòng loại | Vòng loại              | Vòng loại                            | Vòng loại |
| --------- | ---------------------- | ------------------------------------ | --------- |
| 1         | Phạm Huỳnh Hoàng Tuấn  | "Lạc" (Phạm Toàn Thắng)              | 85        |
| 2         | Nguyễn Thị Huyền Trang | "Radioactive" (Imagine Dragons)      | 55        |
| 3         | Thân Trọng Nghĩa       | "Tuyết Rơi Mùa Hè" (Trần Lê Quỳnh)   | 81        |
| 4         | Lê Hoàng Mai           | "Với Em Là Mãi Mãi" (Hồ Hoài Anh)    | 57        |
| 5         | Tôn Thất Mạnh Tuấn     | "Rolling in the Deep" (Adele)        | 65        |
| 6         | Chu Thị Kim Vân        | "Trống Vắng" (Quốc Hùng)             | 43        |
| 7         | Nay Danh               | "Dẫu Có Lỗi Lầm" (Hồ Hoài Anh)       | 89        |
| Đối đầu   |                        |                                      |           |
| 1         | Thân Trọng Nghĩa       | "It's My Life" (Bon Jovi)            | 46        |
| 1         | Phạm Huỳnh Hoàng Tuấn  | "Trót Yêu" (Ái Phương)               | 55        |
| 2         | Tôn Thất Mạnh Tuấn     | "Riêng Một Góc Trời" (Ngô Thụy Miên) | 28        |
| 2         | Nay Danh               | "I Believe I Can Fly" (R. Kelly)     | 73        |

Trình diễn đặc biệt sau vòng loại
"Chờ Người Nơi Ấy"
Sáng tác: Huy Tuấn – Hà Quang Minh
Biểu diễn: Uyên Linh

### Tập 8: Bảng Ca sĩ chuyên nghiệp 2
Thời gian: 30 tháng 8 năm 2014
| TT        | Thí sinh            | Bài hát (tác giả)                                    | Bình chọn |
| Vòng loại | Vòng loại           | Vòng loại                                            | Vòng loại |
| --------- | ------------------- | ---------------------------------------------------- | --------- |
| 1         | Đỗ Tùng Lâm         | "Chờ Người Nơi Ấy" (Huy Tuấn – Hà Quang Minh)        | 86        |
| 2         | Trần Thị Diễm Hương | "Roar" (Katy Perry)                                  | 81        |
| 3         | Trần Hoàng Anh      | "Nơi Đảo Xa" (Thế Song)                              | 74        |
| 4         | Nguyễn Khắc Hiếu    | "More Than I Can Say" (Leo Sayer)                    | 62        |
| 5         | Lương Chí Cường     | "Dòng Máu Lạc Hồng" (Lê Quang)                       | 80        |
| 6         | Nguyễn Thị Hải Yến  | "Nuối Tiếc" (Hồ Hoài Anh)                            | 63        |
| 7         | Vũ Duy Khánh        | "Buồn Ơi, Chào Mi!" (Nguyễn Ánh 9)                   | 47        |
| Đối đầu   |                     |                                                      |           |
| 1         | Lương Chí Cường     | "Người Mẹ Miền Nam Tay Không Thắng Giặc" (Thuận Yến) | 63        |
| 1         | Trần Thị Diễm Hương | "Crying Over You" (Justatee)                         | 38        |
| 2         | Trần Hoàng Anh      | "Mình Là Đàn ông" (Lê Minh Sơn)                      | 16        |
| 2         | Đỗ Tùng Lâm         | "Đừng Ngoảnh Lại" (Lưu Hương Giang)                  | 85        |

Trình diễn đặc biệt sau vòng loại
Liên khúc "Mong Manh Tình Về" – "Lạc" – "Chưa Bao Giờ"
Sáng tác: Đức Trí – Phạm Toàn Thắng – Việt Anh
Biểu diễn: Quốc Thiên và guitarist Hoàng Minh
"Một Nửa Đời Anh"
Sáng tác: Nguyễn Hồng Thuận
Biểu diễn: Ngọc Minh và vũ đoàn MTE

## Vòng đối đầu trực tiếp
Chú giải về màu sắc, ký hiệu bảng đấu (áp dụng cho 4 tập vòng đối đầu trực tiếp)
     Thí sinh chiến thắng chung cuộc
     Thí sinh vào vòng tiếp theo
     Thí sinh chấp nhận thương lượng và ra về bất chấp kết quả bình chọn
     Thí sinh không thương lượng nhưng vẫn bị loại vì ít bình chọn
NNT1: Người Nổi Tiếng 1
NNT2: Người Nổi Tiếng 2
CSCN1: Ca Sĩ Chuyên Nghiệp 1
CSCN2: Ca Sĩ Chuyên Nghiệp 2
CSM1: Ca Sĩ Mới 1
CSM2: Ca Sĩ Mới 2
TN: Trung Niên
HSSV: Học Sinh – Sinh Viên

### Kết quả tổng quát
|  | Vòng tứ kết | Vòng tứ kết                                     | Vòng tứ kết       |     |                          | Vòng bán kết             | Vòng bán kết | Vòng bán kết |  |       | Chung kết 1              | Chung kết 1 | Chung kết 1 |  |      | Chung kết 2       | Chung kết 2 | Chung kết 2 |
|  |             |                                                 |                   |     |                          |                          |              |              |  |       |                          |             |             |  |      |                   |             |             |
|  | CSM2        | Phạm Huỳnh Hoàng Tuấn                           | 35                |     |                          |                          |              |              |  |       |                          |             |             |  |      |                   |             |             |
|  | CSM1        | Phù Vạn Nam Hương                               | 66                |     |                          |                          |              |              |  |       |                          |             |             |  |      |                   |             |             |
|  | CSM1        | Phù Vạn Nam Hương                               | 66                |     | CSM2                     | Nay Danh                 | 11           |              |  |       |                          |             |             |  |      |                   |             |             |
|  |             |                                                 |                   |     | CSM2                     | Nay Danh                 | 11           |              |  |       |                          |             |             |  |      |                   |             |             |
|  |             | CSM1                                            | Phù Vạn Nam Hương | 90  |                          |                          |              |              |  |       |                          |             |             |  |      |                   |             |             |
|  | CSCN2       | CSM1                                            | Phù Vạn Nam Hương | 90  | Trần Thị Diễm Hương      | 20                       |              |              |  |       |                          |             |             |  |      |                   |             |             |
|  | CSCN2       |                                                 |                   |     | Trần Thị Diễm Hương      | 20                       |              |              |  |       |                          |             |             |  |      |                   |             |             |
|  | CSCN1       | Hoàng Nhật Minh                                 | 80                |     |                          |                          |              |              |  |       |                          |             |             |  |      |                   |             |             |
|  | CSCN1       | Hoàng Nhật Minh                                 | 80                |     |                          |                          |              |              |  | CSCN1 | Nguyễn Ngọc Phương Trinh | 48          |             |  |      |                   |             |             |
|  |             |                                                 |                   |     |                          |                          |              |              |  | CSCN1 | Nguyễn Ngọc Phương Trinh | 48          |             |  |      |                   |             |             |
|  |             | CSM1                                            | Phù Vạn Nam Hương | 53  |                          |                          |              |              |  |       |                          |             |             |  |      |                   |             |             |
|  | HSSV        | CSM1                                            | Phù Vạn Nam Hương | 53  | Lê Thái Sơn              | N/A                      |              |              |  |       |                          |             |             |  |      |                   |             |             |
|  | HSSV        |                                                 |                   |     | Lê Thái Sơn              | N/A                      |              |              |  |       |                          |             |             |  |      |                   |             |             |
|  | TN          | Nguyễn Thái Trân                                | N/A               |     |                          |                          |              |              |  |       |                          |             |             |  |      |                   |             |             |
|  | TN          | Nguyễn Thái Trân                                | N/A               |     | HSSV                     | Lê Thái Sơn              | 43           |              |  |       |                          |             |             |  |      |                   |             |             |
|  |             |                                                 |                   |     | HSSV                     | Lê Thái Sơn              | 43           |              |  |       |                          |             |             |  |      |                   |             |             |
|  |             | HSSV                                            | Hồ Ngọc Lan Anh   | 58  |                          |                          |              |              |  |       |                          |             |             |  |      |                   |             |             |
|  | NNT2        | HSSV                                            | Hồ Ngọc Lan Anh   | 58  | Nguyễn Minh Anh          | 39                       |              |              |  |       |                          |             |             |  |      |                   |             |             |
|  | NNT2        |                                                 |                   |     | Nguyễn Minh Anh          | 39                       |              |              |  |       |                          |             |             |  |      |                   |             |             |
|  | NNT1        | Trương Thế Vinh                                 | 62                |     |                          |                          |              |              |  |       |                          |             |             |  |      |                   |             |             |
|  | NNT1        | Trương Thế Vinh                                 | 62                |     |                          |                          |              |              |  |       |                          |             |             |  | CSM1 | Phù Vạn Nam Hương | 64          |             |
|  |             | (Pairings are re-seeded after the first round.) |                   |     |                          |                          |              |              |  |       |                          |             |             |  | CSM1 | Phù Vạn Nam Hương | 64          |             |
|  |             | HSSV                                            | Hồ Ngọc Lan Anh   | 137 |                          |                          |              |              |  |       |                          |             |             |  |      |                   |             |             |
|  | CSM1        | HSSV                                            | Hồ Ngọc Lan Anh   | 137 | Jean Paul Blada          | 42                       |              |              |  |       |                          |             |             |  |      |                   |             |             |
|  | CSM1        |                                                 |                   |     | Jean Paul Blada          | 42                       |              |              |  |       |                          |             |             |  |      |                   |             |             |
|  | CSM2        | Nay Danh                                        | 59                |     |                          |                          |              |              |  |       |                          |             |             |  |      |                   |             |             |
|  | CSM2        | Nay Danh                                        | 59                |     | CSCN1                    | Nguyễn Ngọc Phương Trinh | 39           |              |  |       |                          |             |             |  |      |                   |             |             |
|  |             |                                                 |                   |     | CSCN1                    | Nguyễn Ngọc Phương Trinh | 39           |              |  |       |                          |             |             |  |      |                   |             |             |
|  |             | CSCN1                                           | Hoàng Nhật Minh   | 62  |                          |                          |              |              |  |       |                          |             |             |  |      |                   |             |             |
|  | TN          | CSCN1                                           | Hoàng Nhật Minh   | 62  | Nguyễn Thị Bích Lệ       | 34                       |              |              |  |       |                          |             |             |  |      |                   |             |             |
|  | TN          |                                                 |                   |     | Nguyễn Thị Bích Lệ       | 34                       |              |              |  |       |                          |             |             |  |      |                   |             |             |
|  | HSSV        | Hồ Ngọc Lan Anh                                 | 67                |     |                          |                          |              |              |  |       |                          |             |             |  |      |                   |             |             |
|  | HSSV        | Hồ Ngọc Lan Anh                                 | 67                |     |                          |                          |              |              |  | HSSV  | Hồ Ngọc Lan Anh          | 77          |             |  |      |                   |             |             |
|  |             |                                                 |                   |     |                          |                          |              |              |  | HSSV  | Hồ Ngọc Lan Anh          | 77          |             |  |      |                   |             |             |
|  |             | NNT1                                            | Trương Thế Vinh   | 24  |                          |                          |              |              |  |       |                          |             |             |  |      |                   |             |             |
|  | NNT1        | NNT1                                            | Trương Thế Vinh   | 24  | Kyo York                 | 40                       |              |              |  |       |                          |             |             |  |      |                   |             |             |
|  | NNT1        |                                                 |                   |     | Kyo York                 | 40                       |              |              |  |       |                          |             |             |  |      |                   |             |             |
|  | NNT2        | Hà Lê                                           | 61                |     |                          |                          |              |              |  |       |                          |             |             |  |      |                   |             |             |
|  | NNT2        | Hà Lê                                           | 61                |     | NNT2                     | Hà Lê                    | 42           |              |  |       |                          |             |             |  |      |                   |             |             |
|  |             |                                                 |                   |     | NNT2                     | Hà Lê                    | 42           |              |  |       |                          |             |             |  |      |                   |             |             |
|  |             | NNT1                                            | Trương Thế Vinh   | 59  |                          |                          |              |              |  |       |                          |             |             |  |      |                   |             |             |
|  | CSCN1       | NNT1                                            | Trương Thế Vinh   | 59  | Nguyễn Ngọc Phương Trinh | 62                       |              |              |  |       |                          |             |             |  |      |                   |             |             |
|  | CSCN1       |                                                 |                   |     | Nguyễn Ngọc Phương Trinh | 62                       |              |              |  |       |                          |             |             |  |      |                   |             |             |
|  | CSCN2       | Đỗ Tùng Lâm                                     | 39                |     |                          |                          |              |              |  |       |                          |             |             |  |      |                   |             |             |

### Tập 9: Tứ kết 1
| TT | Bảng  | Thí sinh              | Bài hát (tác giả)                             | Bình chọn |
| -- | ----- | --------------------- | --------------------------------------------- | --------- |
| 1  | CSM2  | Phạm Huỳnh Hoàng Tuấn | "Mãi Mãi" (Nhạc ngoại, lời Việt: Chu Minh Kỳ) | 35        |
| 1  | CSM1  | Phù Vạn Nam Hương     | "I Dreamed a Dream" (Les Misérables OST)      | 66        |
| 2  | CSCN2 | Trần Thị Diễm Hương   | "Thư Chưa Gửi Anh" (Nguyễn Hải Phong)         | 21        |
| 2  | CSCN1 | Hoàng Nhật Minh       | "Chôn Vùi Quá Khứ" (Quốc Trụ)                 | 80        |
| 3  | HSSV  | Lê Thái Sơn           | "Chạm" (Giáng Son)                            | 62        |
| 3  | TN    | Nguyễn Thái Trân      | "Nếu Chỉ Còn Một Ngày Để Sống" (Hoài An)      | 39        |
| 4  | NNT2  | Nguyễn Minh Anh       | "Anh Nhớ Em" (Anh Tú)                         | 39        |
| 4  | NNT1  | Trương Thế Vinh       | "Yêu Thôi Mà Em" (Đức Tiến)                   | 62        |

### Tập 10: Tứ kết 2
Thời gian: 14 tháng 9 năm 2014
| TT | Bảng  | Thí sinh                 | Bài hát (tác giả)                                                      | Bình chọn |
| -- | ----- | ------------------------ | ---------------------------------------------------------------------- | --------- |
| 1  | CSM1  | Jean Paul Blada          | "Bình Minh Sẽ Mang Em Đi" (Nhạc: Don Marcos – Lời Việt: Đàm Vĩnh Hưng) | 42        |
| 1  | CSM2  | Nay Danh                 | "Đôi Chân Trần" (Y Phôn K'Sor)                                         | 59        |
| 2  | TN    | Nguyễn Thị Bích Lệ       | "Đêm Đông" (Nguyễn Văn Thương)                                         | 34        |
| 2  | HSSV  | Hồ Ngọc Lan Anh          | "Mẹ Yêu Con" (Nguyễn Văn Tý)                                           | 67        |
| 3  | NNT1  | Kyo York                 | "Tình Ca" (Hoàng Việt)                                                 | 40        |
| 3  | NNT2  | Hà Lê                    | "I Don't Want to Miss a Thing" (Aerosmith)                             | 61        |
| 4  | CNCN1 | Nguyễn Ngọc Phương Trinh | "Chậm Lại Một Phút" (Vương Vũ)                                         | 62        |
| 4  | CSCN2 | Đỗ Tùng Lâm              | "Hoang mang" (Võ Hoài Phúc)                                            | 39        |

### Tập 11: Bán kết
Thời gian: 21 tháng 9 năm 2014
| TT | Bảng  | Thí sinh                 | Bài hát (tác giả)                                      | Bình chọn |
| -- | ----- | ------------------------ | ------------------------------------------------------ | --------- |
| 1  | CSM2  | Nay Danh                 | "Lại Gần Hôn Anh" (Nhạc ngoại, lời Việt: Phạm Duy)     | 11        |
| 1  | CSM1  | Phù Vạn Nam Hương        | "All by Myself" (Eric Carmen)                          | 90        |
| 2  | HSSV  | Lê Thái Sơn              | "Chỉ Là Giấc Mơ" (Kim Ngọc)                            | 43        |
| 2  | HSSV  | Hồ Ngọc Lan Anh          | "Thư Pháp" (Nguyễn Duy Hùng)                           | 58        |
| 3  | CSCN1 | Nguyễn Ngọc Phương Trinh | "Vầng Trăng Đêm Trôi" (Nhạc ngoại, lời Việt: Lê Quang) | 39        |
| 3  | CSCN1 | Hoàng Nhật Minh          | "Có Nhau Trọn Đời" (Đức Trí)                           | 62        |
| 4  | NNT2  | Hà Lê                    | "Em Không Quay Về" (Nguyễn Hoàng Tôn)                  | 42        |
| 4  | NNT1  | Trương Thế Vinh          | "I Swear" (Baker & Myers)                              | 59        |

### Tập 12: Chung kết
Thời gian: 28 tháng 9 năm 2014
| TT          | Bảng            | Thí sinh                                                            | Bài hát (tác giả)                                                        | Bình chọn     |
| Chung kết 1 | Chung kết 1     | Chung kết 1                                                         | Chung kết 1                                                              | Chung kết 1   |
| ----------- | --------------- | ------------------------------------------------------------------- | ------------------------------------------------------------------------ | ------------- |
| 1           | CSCN1           | Nguyễn Ngọc Phương Trinh                                            | "Đông" (Vũ Cát Tường)                                                    | 48            |
| 1           | CSM1            | Phù Vạn Nam Hương                                                   | "Như Chưa Bắt Đầu" (Đức Trí)                                             | 53            |
| 2           | HSSV            | Hồ Ngọc Lan Anh                                                     | "Stronger" (Kelly Clarkson)                                              | 77            |
| 2           | NNT1            | Trương Thế Vinh                                                     | "Hello" (Lionel Richie)                                                  | 24            |
| Chung kết 2 |                 |                                                                     |                                                                          |               |
|             | CSM1            | Phù Vạn Nam Hương                                                   | LK: "Lặng Thầm Một Tình Yêu" – "Nỗi Nhớ Đầy Vơi" (Thanh Bùi – Hoàng Tôn) | 64 (39 + 25)* |
| HSSV        | Hồ Ngọc Lan Anh | LK: "Tình Yêu Màu Trắng" – "Bóng Mưa" (Phạm Thanh Hà – Hồ Hoài Anh) | 137 (62 + 75)*                                                           |               |

* Số điểm chung cuộc (Số điểm từ BGK + Số điểm từ khán giả)
Trước bản lĩnh không chấp nhận thương lượng của Nam Hương mặc dù đã biết chênh lệch tỉ số quá lớn nghiêng về đối thủ, nhà tài trợ Sắc Ngọc Khang đã quyết định trao tặng thí sinh Nam Hương 50 triệu đồng.
| TT                                                         | Ca sĩ                   | Bài hát (tác giả)                                                                   | Ghi chú                                                  |
| Giữa hai phần chung kết                                    | Giữa hai phần chung kết | Giữa hai phần chung kết                                                             | Giữa hai phần chung kết                                  |
| ---------------------------------------------------------- | ----------------------- | ----------------------------------------------------------------------------------- | -------------------------------------------------------- |
| 1                                                          | Hải Yến                 | Tình Ca (Quốc Bảo)                                                                  | Thí sinh mùa này bị loại ở vòng loại (tập 8)             |
| 2                                                          | Hoàng Tuấn              | Cơn Đau Cuối Cùng (Thái Thịnh)                                                      | Thí sinh top 16 mùa này, bị loại tứ kết 1 (tập 9)        |
| 3                                                          | Tia Hải Châu            | LK: "Bust Your Windows" – "Giận Anh" (Jazmine Sullivan – Đức Trí)                   | Quán quân mùa 1                                          |
| 4                                                          | Thu Minh                | LK: "Taxi" – "Bay" – "Xinh" (Nguyễn Hải Phong – Nathan Lee)                         |                                                          |
| Sau khi hai thí sinh đã trình diễn xong ở phần chung kết 2 |                         |                                                                                     |                                                          |
| 5                                                          | Xuân Hương              | "Mercy" (Duffy – Steve Booker)                                                      | Thí sinh mùa này bị loại ở vòng loại (tập 3)             |
| 6                                                          | Kim Linh                | "Baby" (Justin Bieber)                                                              | Thí sinh mùa này bị loại ở vòng đối đầu (tập 6)          |
| 7                                                          | Thanh Vân               | "Anh Còn Nợ Em" (Anh Bằng)                                                          | Thí sinh mùa này bị loại ở vòng đối đầu (tập 4)          |
| 8                                                          | Tiết Cương Trường Giang | LK: "Ghen" – "Chuyện Tình Nàng Trinh Nữ Tên Thi" (Trần Thiện Thanh – Hoàng Thi Thơ) | Hai thí sinh mùa này cùng bị loại ở vòng đối đầu (tập 5) |
| 9                                                          | Hoàng Nghĩa             | LK: "The Final Countdown" – "It's My Life" (Europe – Bon Jovi)                      | Thí sinh mùa này bị loại ở vòng loại (tập 3)             |
| 9                                                          | Trọng Nghĩa             | LK: "The Final Countdown" – "It's My Life" (Europe – Bon Jovi)                      | Thí sinh mùa này bị loại ở vòng đối đầu (tập 7)          |